# Варганова, Светлана Анатольевна
Светла́на Анато́льевна Варга́нова (род. 19 ноября 1964, Ленинград, СССР) — советская пловчиха. Призёр Олимпийских игр, чемпионка мира, экс-рекордсменка мира. Заслуженный мастер спорта СССР (1982).

## Биография
Родилась 19 ноября 1964 года в Ленинграде. С 1-го по 5-й класс училась в школе № 188, с 6-го класса — в интернате спортивного профиля № 62, потом, с 1982 по 1986 год — в Национальном государственном университете физической культуры, спорта и здоровья имени П. Ф. Лесгафта. Основное её увлечение — плавание, конный спорт.
На протяжении своей спортивной карьеры Светлана Варганова соревновалась на двух крупных международных турнирах: Олимпийских играх 1980 года в Москве и чемпионате мира по водным видам спорта 1982 года в Гуаякиле. На Олимпийских играх она завоевала серебро на дистанции 200 метров брассом. В 1982 году на чемпионате мира она завоевала золото на дистанции 200 метров брассом и бронзу в эстафете. В 1979 году Варганова установила мировой рекорд на дистанции 200 метров брассом. Её время на дистанции в 1979 году составило 2:31.09.
После окончания спортивной карьеры Варганова работала тренером по плаванию в родном городе.
В настоящее время проживает в Санкт-Петербурге.

### Наркотическое дело в Гоа
14 апреля 2023 года Варганова была арестована полицией Гоа как член наркокартеля. 29 апреля 2023 года издание The Indian Express сообщило об аресте Светланы Варгановой в Индии в связи с подозрением в участии в наркокартеле, это произошло во время операции Бюро по контролю за наркотиками (NCB) в Гоа. Всего были арестованы три человека — среди них ещё один россиянин, который оказался бывшим полицейским. В ходе операции были изъяты ЛСД, кокаин, метамфетамин и другие запрещённые вещества, а дома у Варгановой располагался незаконный кальянный бар.

## Спортивные достижения
Плаванием Варганова занималась у тренера Марины Амировой, позднее перешла в группу Бориса Зенова.
На Олимпийских играх 1980 года на дистанции 200 м брассом наряду с Линой Качюшите была основной претенденткой на победу. В финальном заплыве опередив (благодаря хорошим спринтерским качествам) Лину на первой половине дистанции, проиграла ей на последних секундах. По мнению главного тренера сборной того периода Сергея Вайцеховского, это произошло из-за недостаточной силовой подготовки, недооценки соперницы и недостаточной концентрации на финише.
На чемпионатах СССР она становилась первой на дистанции 100 метров брассом (в 1982 году), дважды второй — на дистанции 200 метров брассом (1982, 1983) и дважды третьей на дистанции 200 метров брассом (1979, 1981). Личный рекорд Варгановой: 100 м брассом — 1:11,09 (1982); 200 м брассом — 2:28.82 (1982).